# George Barnes (tirador)
George Barnes (1849 – 25 de gener de 1934) va ser un tirador britànic que va competir a cavall del segle xix i del segle xx.
El 1908 va prendre part en els Jocs Olímpics de Londres, on guanyà una medalla de bronze en la prova de carrabina, blanc fix.